# Grisja Broeskin

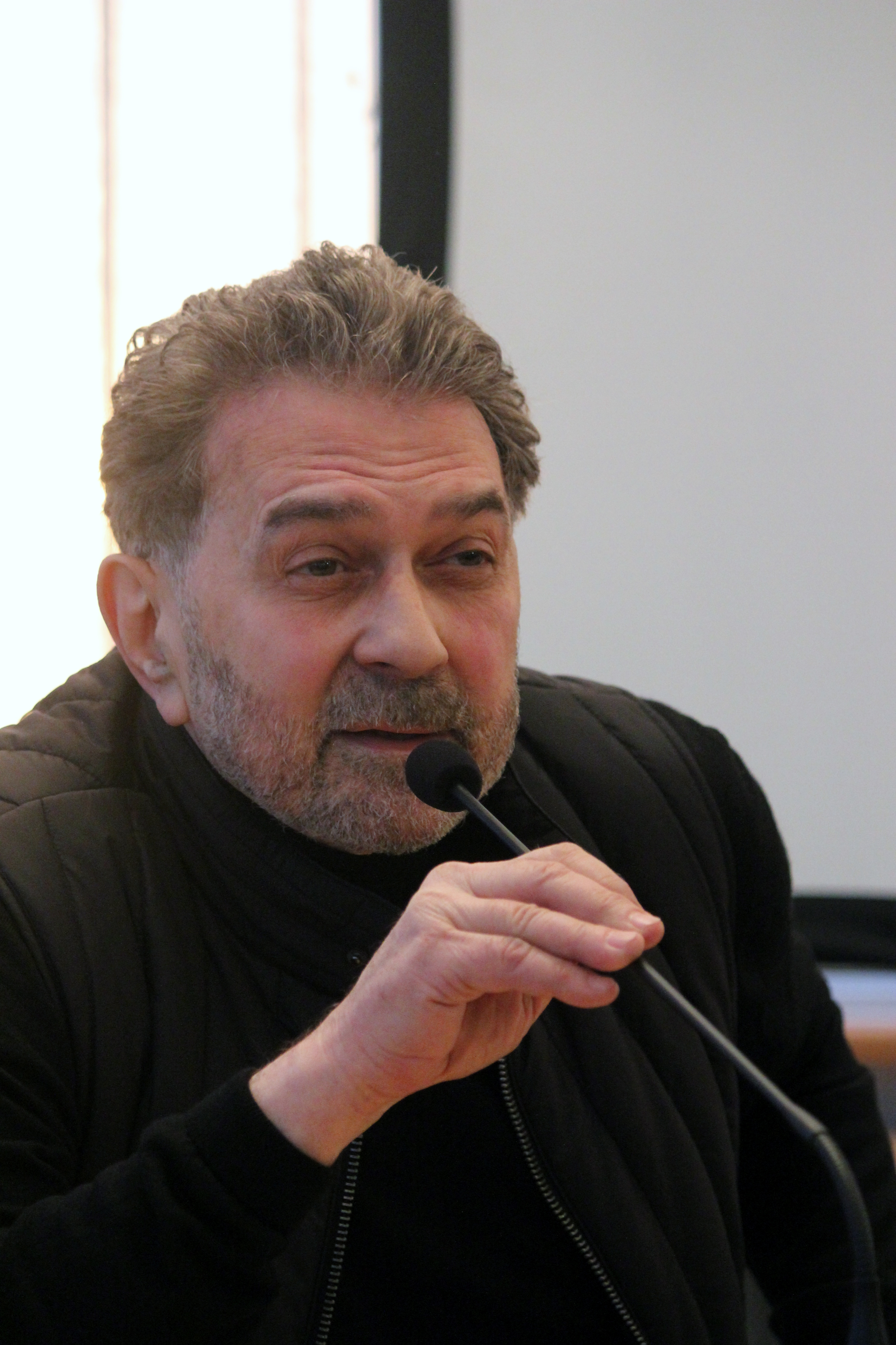
Broeskin in Moskou in 2018

Grisja Davidovitsj Broeskin (Russisch: Григорий Давидович Брускин) (Moskou, 21 oktober 1945) is een Russisch kunstschilder en beeldhouwer.
Broeskin studeerde aan het departement van de decoratieve en toegepaste kunsten van het textielinstituut van Moskou. In 1968 studeerde hij af en werd nagenoeg direct toegelaten tot de algemene kunstenaarsunie van de Sovjet-Unie. Hij werd hier echter al snel bekritiseerd om zijn non-conformistische kunst. Dit had tot gevolg dat hij uit de unie werd gezet.
In de jaren tachtig ontwikkelde Broeskin een kenmerkende eigen stijl die bestond uit op rijen plaatsen van figuren die waren gerangschikt volgens de sociale hiërarchie van de maatschappij, of op volgorde van taal zoals een alfabet. Daarnaast gebruikte hij de Hebreeuwse taal en het Judaïsme als thema in zijn werken. Veel van zijn werken hadden daarom cursieve Hebreeuwse tekens op de achtergrond. De interesse in de relatie tussen tekst en beeld was hiervoor de aanleiding. Die relatie wordt echter nooit helemaal duidelijk in het werk. In het werk van Broeskin worden verschillende stromingen herkend, zoals conceptuele kunst, Sots Art en post Pop-art. 
Sinds de jaren tachtig is Broeskin ook doorgedrongen tot de internationale kunstwereld. Dit werd bevestigd door een recordbedrag dat op een veiling van Sotheby's in 1988 voor een van zijn werken werd betaald. Dit was meteen ook het hoogste bedrag ooit betaald voor een kunstwerk uit het post Stalinistische tijdperk. 
Zijn werk is tegenwoordig verspreid over verschillende grote musea over de hele wereld. Onder andere het MoMA in New York, het Art Institute of Chicago in Chicago, het museum Ludwig te Keulen en het Poesjkinmuseum in Sint-Petersburg.
Broeskin woont en werkt tegenwoordig in New York.
- Bibliothèque nationale de France: cb16195842c (data)
- Gemeinsame Normdatei: 119337835
- International Standard Name Identifier: 0000 0001 0927 7274
- Library of Congress Control Number: n97073932
- Nationale Bibliotheek van Tsjechië: jo2017945012
- Nationale Bibliotheek van Israël: 987007259106105171
- Nederlandse Thesaurus van Auteursnamen: 226471640
- RKD-Nederlands Instituut voor Kunstgeschiedenis: 12881
- LIBRIS: 229448
- SNAC: w6qn9qft
- Système universitaire de documentation: 124418821
- Union List of Artist Names: 500120803
- Virtual International Authority File: 97097432
- WorldCat: E39PBJkhQcHjwFJxggDWCRgR8C